# جان دي فريس (لغوي)
جان دي فريس (بالهولندية: Jan de Vries)‏ (و. 1890 – 1964 م) هو لغوي، ومؤرخ الدين، وأستاذ جامعي، وميثوغرافيا، ومترجم، وعالم إنسان هولندي، ولد في أمستردام، كان عضوًا في الأكاديمية الملكية الهولندية للفنون والعلوم، والأكاديمية الملكية للغة والأدب الهولنديين، توفي في أوترخت، عن عمر يناهز 74 عاماً.
درس دي فريس، المتعدد اللغات، الهولندية، والألمانية، والسنسكريتية، والبالية في جامعة أمستردام منذ عام 1907 حتى عام 1913، وحصل على درجة الدكتوراه في اللغات الجرمانية الشمالية من جامعة لايدن في عام 1915 بامتياز كبير. ألف دي فريس بعد ذلك العديد من الأعمال المهمة حول مجموعة متنوعة من الموضوعات، وعُيِّن في عام 1926 رئيسًا لقسم اللغة الجرمانية القديمة وعلم فقه اللغة في جامعة لايدن. لعب دي فريس في السنوات اللاحقة دورًا مهمًا في لايدن كمسؤول ومحاضر أثناء نشر عدد من الأعمال المهمة عن الدين الجرماني والأدب النوردي القديم. كان دي فريس عضوًا رائدًا في جمعية الأدب الهولندي والأكاديمية الملكية للغة والأدب الهولنديين إلى جانب واجباته الجامعية، وقاد العديد من المنظمات المدنية، وحرر عددًا من الموسوعات والمجلات، وكان له دورًا فعالًا في إنشاء دراسات الفولكلور كتخصص علمي.
تعاون دي فريس مع النازيين خلال الحرب العالمية الثانية. سُجن لعدة سنوات عندما أعيدت الديمقراطية إلى هولندا في عام 1945، وفُصل من جامعته، وطُرد من الجمعيات العلمية التي كان عضوًا قياديًا فيها سابقًا، وحُرم من حق التصويت. حصل في النهاية على إذن للعمل كمدرس في مدرسة ثانوية في أوستبورغ. ألزم دي فريس نفسه بالكتابة، على الرغم من عزلته وتدمير مكتبته بالكامل خلال الحرب. ألف في السنوات اللاحقة عددًا من الأعمال المؤثرة في الدين القلطي، واللغة الاسكندنافية (النوردية) القديمة واللغة الهولندية، ونقّح الطبعات الثانية من أعماله عن الدين الجرماني والأدب النوردي القديم. شكلت أعماله حول هذه الموضوعات أساسًا مركزيًا للبحث الحديث، وظلت نصوصًا قياسية حتى يومنا هذا.

## العمل في جامعة لايدن
عُيِّن دي فريس رئيسًا لقسم اللغة الجرمانية القديمة وعلم فقه اللغة في جامعة لايدن في عام 1926. غطى هذا المنصب أيضًا قسم الدراسات الهندية الأوروبية. عمل دي فريس في تدريس اللغويات الهندية الأوروبية والجرمانية في لايدن، وذلك مع التركيز بشكل خاص على أدب الشعوب الجرمانية القديمة. أصبحت إعادة بناء الثقافة الجرمانية القديمة وتقديمها للجمهور شغفًا دائمًا لدي فريس.
تميز دي فريس في لايدن بأنه مدرس ومنظم وباحث يتمتع بقدرة وإنتاجية غير عادية. وصفه طلابه لاحقًا بأنه معلم لامع، وقدرته في هذا الصدد مدعومة بعدد كبير من أطروحات الدكتوراه المؤثرة التي أُنجِزت تحت إشرافه. كان كاتبًا موهوبًا ومنتجًا للغاية، ولديه قدرة غير عادية على تحليل وعرض المشكلات الصعبة بطريقة واضحة، فمكنه هذا من كتابة عدد من الأعمال الناجحة الموجهة للجمهور الشعبي.
صور كتاب دي فريس بعنوان العصور الجرمانية القديمة (1930) الشعوب الجرمانية القديمة للجمهور الهولندي، وحقق هذا الكتاب نجاحًا كبيرًا. نُشر الكتاب لاحقًا في طبعة ثانية بعنوان الجرمان (1941). كان المحرر والقوة الدافعة وراء الإصدار الخامس من الموسوعة العامة التابعة لموسوعة وينكلر برينز، والتي نُشرت في 16 مجلدًا في عامي 1932-1938. كان دي فريس رئيس مجلس إدارة جمعية الأدب الهولندي المرموقة منذ عام 1934 حتى عام 1939.
اشتهر دي فريس بحلول أوائل ثلاثينات القرن الماضي باعتباره المرجع الرئيسي في العالم في الدين الجرماني. طُلب من دي فريس كتابة مجلد عن الدين الجرماني لكتاب مخطط فقه اللغة الجرمانية لهيرمان باول. نُشِر البحث الناتج بعنوان التاريخ الديني الجرماني القديم (1937-1935) لدي فريس باللغة الألمانية في مجلدين. أعرب دي فريس في البحث عن معارضته للنزعة النوردية، وشكك في استمرارية الثقافة الجرمانية حتى العصر الحديث، مما جعله على خلاف مع الأيديولوجية النازية السائدة في ألمانيا في ذلك الوقت. نُشرت ترجمته لقصائد إيدا في عام 1938، وأعيد طبعها في عام 1971، ووُصِفت بأنها «تحفة أدبية صغيرة». أسس مكتبة الأدب الهولندي في عام 1938 برعاية من جمعية الأدب الهولندي والأكاديمية الملكية للغة والأدب الهولنديين، والتي ضمت سلسلة من الأعمال الأدبية الهولندية.
جادل دي فريس بقوة لصالح إنشاء قسم دراسات الفولكلور كنظام علمي متميز خلال ثلاثينات القرن الماضي. اعتقد أن الحكايات الخرافية يمكن اعتبارها امتدادًا للأساطير. ساعد في إنشاء اللجنة المشتركة بين الجامعات لإعداد أطلس الفولكلور في عام 1934. عُيِّن رئيسًا للجمعية الدولية للإثنولوجيا (علم الأعراق) والفولكلور في عام 1937. شغل أيضًا منصب رئيس تحرير مجلة الفولكلور فولك. يعود الفضل إلى جهود دي فريس في تأسيس قسم دراسة الفولكلور كنظام علمي في هولندا في ثلاثينات القرن الماضي. قُبِل دي فريس في الأكاديمية الملكية الهولندية للفنون والعلوم في عام 1938، وعُيِّن رئيسًا للجنة الفولكلور التابعة لها.

## الحرب العالمية الثانية
شغل دي فريس، أثناء احتلال ألمانيا النازية لهولندا خلال الحرب العالمية الثانية، منصب نائب رئيس غرفة الثقافة الهولندية، التي كانت موافقتها مطلوبة لأي إنتاج فني أو أدبي في هولندا خلال هذا الوقت. كتب دي فريس كتيب نحو مستقبل أفضل في عام 1940 بعد معركة هولندا بوقت قصير، إذ عبر عن معارضته للديمقراطية وجادل لصالح انتصار ألمانيا في الحرب. كان دي فريس رئيسًا للرابطة الهولندية العامة منذ عام 1940 حتى عام 1941، وهي منظمة تعمل على توثيق التعاون بين هولندا وفلاندر. نشر مقالات عن الأبجدية الرونية والدين الجرماني مع الناشرين النازيين خلال الحرب، وعمل في مجلة هامر، وساهم في مشاريع آننإربه، وأصبح في عام 1943 «عضوًا متعاطفًا» في مجموعات جيرمانك-إس إس. لم تُظهِر أعماله العلمية أي سمات للأيديولوجية النازية على الرغم من تعاونه مع النازيين. رفض الانضمام إلى الحركة الاشتراكية القومية في هولندا. لم يعتقد القادة النازيون أن دي فريس كان من أنصار النازية وشككوا في ولائه.
من أهم أعمال دي فريس التي أُنتِجت خلال الحرب هو كتاب التاريخ الأدبي النوردي القديم (1941-1942) المكون من مجلدين. أدرك دي فريس أن الألمان سيخسرون الحرب، ففر هو وعائلته إلى لايبزيغ بألمانيا في سبتمبر 1944.

## التعليم
تعلم في جامعة أمستردام
.